# APNIC

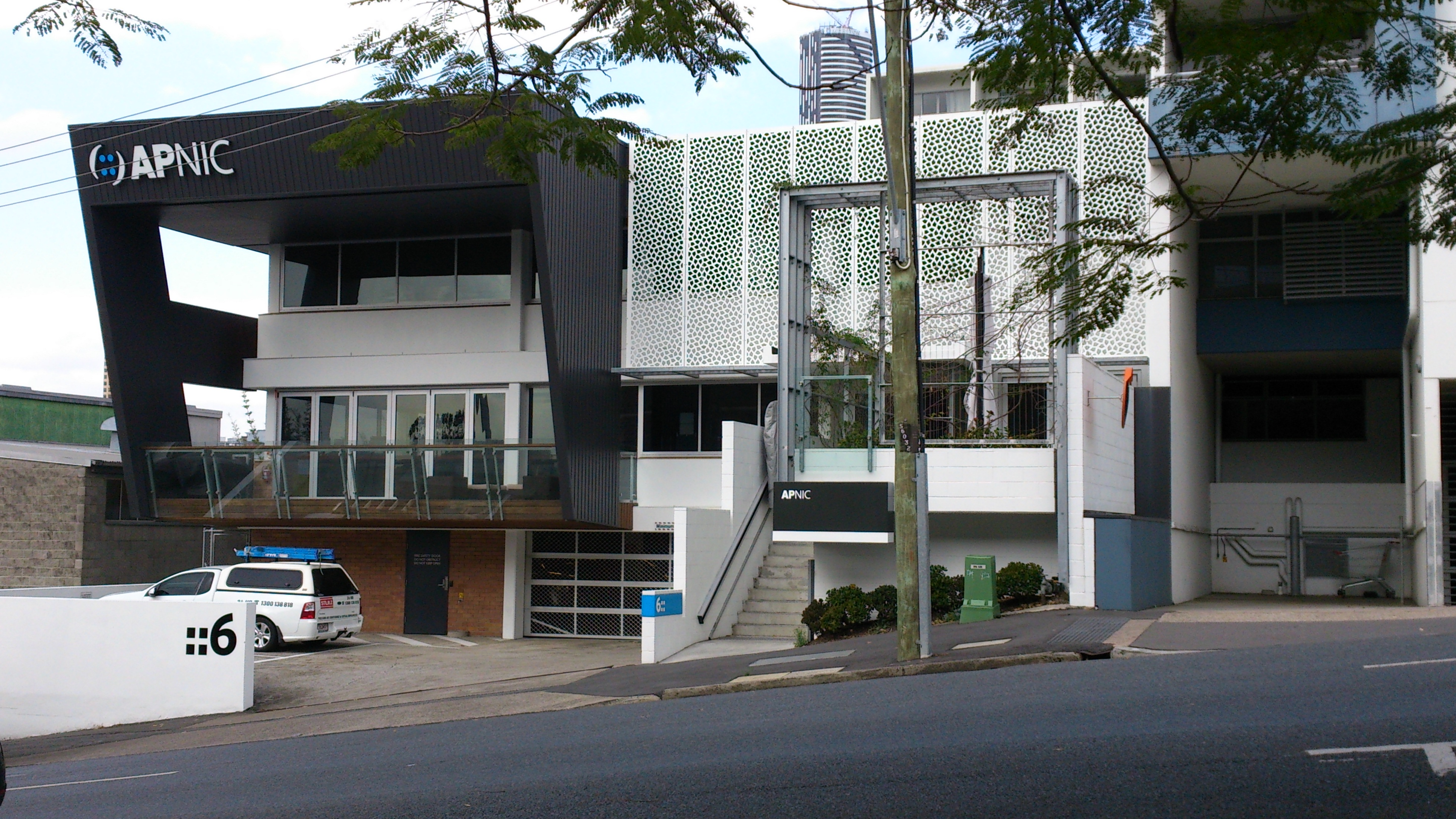
La sede dell'APNIC a Brisbane

L'APNIC (acronimo di Asia-Pacific Network Information Centre) è il Regional Internet Registry per l'area geografica dell'Asia Pacifica, con sede a Brisbane, in Australia. Tale organizzazione, che fornisce servizi per l'allocazione delle risorse numeriche e la registrazione a supporto delle operazioni globali in Internet per la suddetta aree geografica, è non-profit, e i suoi membri sono composti da fornitori di servizi Internet ed associazioni simili.

## Funzioni
Le principali funzioni dell'APNIC sono:
- Allocazione degli spazi d'indirizzamento IPv4 e IPv6, e sistema autonomo;
- Gestione del database pubblico Whois per l'America Latina e i Caraibi;
- Delegazione per la risoluzione DNS inversa;
- Addestramento nelle abilità tecniche;
- Rappresentazione degli interessi delle comunità dell'Asia Pacifica nello scenario globale.

## Storia
L'APNIC fu fondato nel 1993 dall'Asia Pacific Coordinating Committee for Intercontinental Research Networks (APCCIRN) e dall'Asia Pacific Engineering and Planning Group (APEPG); questi due gruppi furono successivamente unificati sotto il nome di Asia Pacific Networking Group (APNG). L'APNIC fu creato a Tokyo come progetto pilota per gestire lo spazio degli indirizzi Internet (così come definito dalla RFC 1366) e per semplificare la comunicazione, il business e la cultura attraverso le tecnologie Internet. Il progetto pilota durò dal 1º settembre 1993 e terminò il 30 giugno 1994, ma l'APNIC continuò ad esistere in maniera indipendente come progetto ad interim sotto l'egida della IANA (che già nell'aprile 1994 aveva già provveduto a riconoscerlo formalmente).
Nel 1995 si tenne a Bangkok il meeting inaugurale dell'APNIC, della durata di 2 giorni, organizzato su base volontaria e con ingresso gratuito. Le donazioni erano erogate a seconda della grandezza dell'associazione donatrice ed oscillavano tra i 1500 dollari statunitensi per quelle piccole e i 10000 per quelle grandi. Esistevano tre tipologie di affiliazione definite dall'APNIC-001: "ISP", "Enterprise" e "National".
Nel 1996 venne introdotta una struttura tariffaria, creato un gruppo di affiliazione vero e proprio ed organizzato il primo meeting dell'Asia Pacific Regional Internet Conference on Operational Technologies (APRICOT).
Durante il 1997 l'APNIC si pose il problema di poter più restare in Giappone per questioni sia legali sia di tassazione. Pertanto, venne ingaggiata la società di consulenza KPMG per trovare un luogo ideale dove poter insediare una nuova sede centrale dell'APNIC nella regione dell'Asia Pacifica. In base a vari parametri come la stabilità delle infrastrutture, il basso costo di vita e i vantaggi fiscali per le associazioni affiliate, la scelta ricadde su Brisbane; il ricollocamento venne completato tra l'aprile e l'agosto del 1998.
A partire dal 1999, grazie anche alla fine della crisi finanziaria asiatica, iniziò un periodo di consolidamento per l'APNIC, in cui poté crescere, elaborare delle politiche e creare documentazione e sistemi interni. Nel 2016 l'APNIC ha fatto registrare circa 6000 associazioni affiliate in 56 diversi paesi e territori dell'area asiatico-pacifica e su uno staff di 75 membri situato negli uffici amministrativi di Brisbane.

## Paesi e territori appartenenti all'APNIC
- Afghanistan
- Australia
- Bangladesh
- Bhutan
- Birmania
- Brunei
- Cambogia
- Cina
- Corea del Nord
- Corea del Sud
- Figi
- Filippine
- Giappone
- Guam
- Hong Kong
- India
- Indonesia
- Isola di Natale
- Isola Norfolk
- Isole Cocos (Keeling)
- Isole Cook
- Isole Marianne Settentrionali
- Isole Marshall
- Isole Pitcairn
- Isole Salomone
- Kiribati
- Laos
- Macao

- Malaysia
- Maldive
- Micronesia
- Mongolia
- Nauru
- Nepal
- Niue
- Nuova Caledonia
- Nuova Zelanda
- Pakistan
- Palau
- Papua Nuova Guinea
- Polinesia francese
- Samoa
- Samoa Americane
- Singapore
- Sri Lanka
- Taiwan
- Territorio britannico dell'Oceano Indiano
- Terre Australi e Antartiche Francesi
- Thailandia
- Timor Est
- Tokelau
- Tonga
- Tuvalu
- Vanuatu
- Vietnam
- Wallis e Futuna

Precedentemente alla creazione di AfriNIC, APNIC gestiva anche le risorse Internet di Madagascar, Mauritius e Seychelles.